# Tour della nazionale maschile di rugby a 15 dell'Australia 2022
A ottobre e novembre 2022 la nazionale australiana di rugby allenata da Dave Rennie fu impegnata in un tour in Europa che prevedeva cinque test match, nell'ordine con la Scozia a Edimburgo, la Francia a Saint-Denis, l'Italia a Firenze, l'Irlanda a Dublino e il Galles a Cardiff.

## Il tour
Il primo degli incontri, tenutosi allo stadio di Murrayfield, fu una vittoria di misura degli Wallabies: sotto per quasi tutto l'incontro, infatti, a venti minuti dalla fine avevano all'attivo solo due calci piazzati di Foley contro le due mete scozzesi di Ollie Smith e Blair Kinghorn, che per giunta aveva segnato per la squadra altri cinque punti dalla piazzola.
Una meta al 61' del capitano Slipper, da egli stessa trasformata, portava gli australiani sotto di due sul 13-15 e ancora Foley a dieci dal traguardo metteva tra i pali la palla del sorpasso per 16-15.
A tempo scaduto di nuovo Kinghorn mancò l'occasione di scavalcare l'Australia mandando largo un calcio piazzato fuori dai pali.
Parimenti molto combattuto fu l'incontro di Saint-Denis, terminato anch'esso con un punto di scarto ma in tale occasione a favore della Francia; Australia subito avanti ma Francia che ribalta il risultato e, sotto di uno, chiude il primo tempo con una meta che la porta da 12-13 a 19-13; nella ripresa Wallabies di nuovo avanti con Campbell (meta) e Foley (piazzato), e poi Hodge mette dentro altri tre punti nel finale che portano gli ospiti al 29-25, ma Penaud a tre minuti dalla fine ribalta di nuovo il risultato e lo fissa definitivamente sul 30-29.
Per la Francia si tratta dell'undicesima vittoria consecutiva, risultato mai raggiunto in precedenza.
Inaspettato, invece, l'esito del test match di Firenze per gli australiani: dopo diciannove incontri (venti in assoluto, includendo quello nel 1976 all'Arena di Milano senza presenza internazionale) in cui i Wallabies avevano sempbre battuto, sia pur talora di misura, gli Azzurri, l'Italia colse una vittoria, anch'essa di misura, 28-27, ma che faceva seguito al 49-17 con cui aveva liquidato Samoa la settimana prima a Padova.
La stampa australiana criticò la manovra di Dave Rennie di avere operato 12 cambi (uno dei quali forzato per infortunio) rispetto alla formazione che aveva perso contro la Francia: l'ex Wallaby Drew Mitchell argomentò che il C.T. di una squadra al settimo posto nel ranking mondiale non può stravolgere la formazione contro una appena cinque posizioni sotto, qual era l'Italia prima dell'incontro; a seguito di tale sconfitta l'Australia perse due posizioni e l'Italia ne guadagnò una.
La settimana dopo l'Australia, di fronte al numero 1 del ranking mondiale Irlanda, diede vita a un match non spettacolare ma intenso e incerto fino all'ultimo minuto di gioco: per più di metà partita il punteggio fu fisso sul 3-0 per gli irlandesi grazie a un piazzato di Crowley al 10': solo al 56' vi fu la risposta al piede di Bernard Foley che pareggiò il conto sul 3-3; ancora dieci minuti e l'Irlanda andò in meta con Aki trasformata da Crowley, ma a otto dalla fine Petaia replicò e Foley trasformò per il 10-10; la partita sembrava avviata verso un combattuto pari ma Ross Byrne a quattro dal termine piazzò una punizione tra i pali che diede agli irlandesi una vittoria di misura ma grazie alla quale la squadra in maglia smeraldo divenne la prima, nello stesso anno solare, a battere Australia, Nuova Zelanda e Sudafrica a vent'anni di distanza da analoga impresa dell'Inghilterra di Clive Woodward.
Con una vittoria e tre sconfitte consecutive l'Australia chiuse il tour a casa di un Galles in cerca di riscatto immediato dopo la sconfitta interna contro la Georgia che, dopo la vittoria a luglio contro l'Italia, aveva colto nel 2022 lo scalpo di un'altra squadra del Sei Nazioni.
I gallesi in effetti impressero subito un ritmo molto alto all'incontro rispondendo con le mete di Morgan e Faletau ai due calci franchi iniziali di Donaldson, e chiudendo il primo tempo 20-13; due ulteriori mete portarono il divario della squadra di Wayne Pivac a +21, 34-13, a 25' dalla fine, massimo scarto subito durante il tour; quando sembrava che la partita dovesse indirizzarsi verso il quarto rovescio consecutivo giunsero le due mete di Nawaqanitawase a dieci minuti di distanza l'una dall'altra a conferma di un guadagno territoriale che vedeva il Galles non più capace di passare la propria metà campo; una meta tecnica concessa dall'inglese Matthew Carley a 6' dalla fine portò l'Australia a -2 e proprio nel minuto finale Lonergan ribaltò il risultato con una meta che rese superflua la successiva trasformazione di Lolesio e mise in forse la permanenza di Pivac sulla panchina gallese.

## Risultati
| Arbitro: | Luke Pearce |

|                           |      |                     |
| O. Smith 11’ Kinghorn 43’ | mt   | 61’ Slipper         |
| Kinghorn 43’              | tr   | 61’ Slipper         |
| Kinghorn 54’              | c.p. | 16’, 41’, 71’ Foley |

| Arbitro: | Jaco Peyper |

|                                   |      |                                   |
| Marchand 40+1’ D. Penaud 76’      | mt   | 18’ Foketi 56’ J. Campbell        |
| Ramos 40+1’                       | tr   | 18’ Foley                         |
| Ramos 7’, 10’, 33’, 38’, 46’, 73’ | c.p. | 4’, 13’, 43’, 66’ Foley 75’ Hodge |

| Arbitro: | Brendon Pickerill |

|                             |      |                                                     |
| Bruno 19’ Capuozzo 26’, 65’ | mt   | 31’ Wright 44’ McReight 68’ Robertson 80+1’ Neville |
| Allan 19’, 26’              | tr   | 44’, 68’ Lolesio                                    |
| Allan 2’, 53’ Padovani 76’  | c.p. | 6’ Lolesio                                          |

| Arbitro: | Ben O'Keeffe |

|                          |      |            |
| Aki 67’                  | mt   | 72’ Petaia |
| Crowley 67’              | tr   | 72’ Foley  |
| Crowley 10’ R. Byrne 76’ | c.p. | 56’ Foley  |

| Arbitro: | Matthew Carley |

|                                      |      |                                                               |
| Morgan 10’, 47’ Faletau 22’ Dyer 52’ | mt   | 34’ Fainga’a 58’, 68’ Nawaqanitawase 74’ tecnica 79’ Lonergan |
| Anscombe 10’, 22’, 47’, 52’          | tr   | 34’ Donaldson 68’, 79’ Lolesio                                |
| Anscombe 19’, 28’                    | c.p. | 4’, 15’ Donaldson                                             |